# Arnošt Steidl
Arnošt Steidl (20. červenec 1891 Bečov nad Teplou – 17. leden 1966 Bach) také Ernst Steidl, byl malíř  a grafik působící v Bečově nad Teplou a po roce 1945 v obci Bach v Německu.

## Život
Narodil se do rodiny hudebníka Andrease Steidla a jeho ženy Laury, rozené Labitzká, neteře hudebníka Josefa Labitzkého. Po ukončení základní školy v Bečově studoval na dva roky odbornou keramickou a grafickou školu v Teplicích-Šanově. V dalším studiu pokračoval na Akademii výtvarných umění v Praze, kde tři roky studoval u profesora Franze Thieleho a dva roky u profesora Karla Krattnera. Po ukončení studií se vrátil do Bečova, kde od roku 1914 tvořil jako svobodný výtvarný umělec. Náměty jeho tvorby z Bečova a okolí se objevují v obrazech a grafických listech.  Arnošt Steidl byl členem Metznerbundu, sdružení německých výtvarných umělců v Čechách.
Po ukončení druhé světové války po roce 1945 byl vysídlen do Německa, kde se usadil v obci Bach a tam také 17. ledna 1966 zemřel.

## Dílo
Hlavními náměty jeho tvorby byla krajina v Bečově a jeho okolí. Mezi nejznámější výtvarné práce patří grafické listy zachycující bečovský hrad a zámek. Mezi vrcholná díla náleží obraz s motivem tzv. Staré pošty a zamrzlé Teplé s bruslaři. Jeho díla jsou vystavena na bečovské radnici, v muzeích v Praze, Řeznu, Vratislavi nebo Ostrově či Karlových Varech.